# فاروقنگار
فاروقنگار (به انگلیسی: Farooqnagar) یک منطقهٔ مسکونی در هند است که در بخش محبوب‌نگر واقع شده‌است. فاروقنگار ۱۳٫۵۸ کیلومتر مربع مساحت و ۴۵٬۶۷۵ نفر جمعیت دارد.